# Lady Godiva’s Operation
«Lady Godiva's Operation» — песня американской авангардной рок-группы The Velvet Underground, она появилась на их альбоме 1968 года — White Light/White Heat. Лирика первой половины песни (в исполнении Джона Кейла) описывает Леди Годиву. Лирика второй части песни (в исполнении Кейла вместе с Лу Ридом) наполнена косым, невыразительным чёрным юмором и описывает неудачную хирургическую операцию. Кейл играет на электроальте, в то время как Стерлинг Моррисон играет на бас-гитаре, на инструменте который он не любит, несмотря на его умение на нём играть.
Имя персонажа взято из английской легенды о Леди Годиве, согласно легенде, она проехала обнажённой по улицам города Ковентри.
На песню была записана кавер-версия группой The Fatima Mansions, она была выпущена синглом.

## Участники записи
- Джон Кейл – вокал, электроальт, medical instrument, vocal noises
- Лу Рид – вокал, электрогитара
- Стерлинг Моррисон – бас-гитара, бэк-вокал, medical instrument, vocal noises
- Морин Такер – перкуссия